# Marc-Antoine Charpentier
Marc-Antoine Charpentier (Parijs, 1643 - aldaar, 24 februari 1704) was een Frans componist.

## Loopbaan
Hij was een leerling van Giacomo Carissimi in Rome. Na zijn terugkeer in Parijs werd hij privé-componist voor Maria van Guise (tot haar dood in 1688) en componeerde later voor de Comédie Française, waar hij samenwerkte met Molière. De samenwerking met de toneelgroep ging nog geruime tijd door na Molières dood in 1673. Rond 1688 werd Charpentier componist voor de jezuïeten en in 1698 kapelmeester van de Sainte-Chapelle.
Naast twee opera's en diverse toneelmuzieken schreef Charpentier veel kerkmuziek, onder meer tien missen, een requiem en andere liturgische muziek met instrumentale begeleiding, variërend van enkele instrumenten tot volledig orkest. De Prélude van zijn Te Deum H.146 in D groot voor solisten, koor en orkest fungeert sinds jaar en dag voor vele Europese televisiekijkers als herkenningsmelodie van Eurovisie-uitzendingen. De melodie was ook de basis voor de Eurovisiemars voor harmonieorkest. Dit Te Deum componeerde Charpentier ter ere van de Vrede van Nijmegen in 1678 en is mogelijk voor het eerst opgevoerd in de Sint-Stevenskerk.
De werken van Charpentier werden gecatalogeerd door Hugh Wiley Hitchcock in zijn werk: Les Oeuvres de Marc-Antoine Charpentier: Catalogue Raisonné, (Paris: Picard, 1982). Elk werk kreeg als referentie een H-nummer (van Hitchcock) toegewezen.

## Composities (551)

### Missen en andere kerkmuziek
- 4 Te Deum , H.145 H.146. H.147 H.148
- 4 Miserere, H.157 H.173 H.193 H.193 a H.219
- 10 Magnificat, H.72 - 81
- 9 Litanies de la Vierge, H.82 - 90
- Ouverture pour l'Eglise, H.524
- Motet du Saint Sacrement pour 1 reposoir, H.348
- Pour le Saint Sacrement au reposoir, H.346
- Pour la seconde fois que le Saint Sacrement vient au même reposoir , H.372
- Symphonie pour un reposoir, H.508
- Symphonies pour un reposoir, H.515
- 83 Hymnes, H.149 - 232
- 4 Sequences, H.12 - 15
- 9 Cantates, H.471 - 478
  - Orphée descendant aux enfers, H.471
  - Epitaphium Carpentarij, H.474
  - Le roi d'Assyrien mourant, (lost)
- 12 messes (Elf missen)
  1. Messe, H.1
  2. Messe pour les Trépassés, H.2
  3. Messe à 8 voix et 8 violons et flûtes, H.3
  4. Messe à quatre chœurs, H.4
  5. Messe pour le Port Royal, H.5
  6. Messe de Monsieur de Mauroy, H.6
  7. Messe des morts à quatre voix, H. 7-7a
  8. Messe pour le samedi de Pâques, H.8
  9. Messe de Minuit pour Noël, H.9
  10. Messe des morts à 4 voix et symphonie, H.10
  11. Missa assumpta est Maria, H.11 (1702)
  12. Messe pour plusieurs instruments au lieu des orgues, H.513 (1670)
- 207 Motets, waaronder H.233 - H.439
  - Motet pour une longue offrande (anciennement Motet pour l'offertoire de la messe rouge), H.434
  - Pour plusieurs martyrs: Motet a voix seule sans accompagnement (Sancti Dei), H.361 (1690)
  - Motet pendant la guerre, H.363 (1690) ...
- 35 Oratoria, H.391 - H.425
  1. Caecilia Virgo et Martyr, H.397
  2. Filius prodigus, H.399
  3. Caedes sanctorum Innocentium, H.411
  4. Extremum Dei judicium, H.401
  5. Mors Saülis et Jonathae, H.403
  6. Oratorio de Noël, H.414
  7. Judicium Salomonis, H.422
  8. Judith sive Bethulia liberata, H.391
  9. Le Reniement de St Pierre, H.424
  10. Historia Esther, H.396 (1670)
  11. In honorem Caeciliae, Valeriani et Tiburij canticum, H.394
  12. Pestis Mediolanensis, H.398 (early 1671)
  13. Josue, H.404 (early 1684)
  14. In obitum augustissimae nec non piissimae Gallorum Regina lamentum, H.409 (1683)
  15. Caecilia virgo et martyr, H.413 (1683 - 85)...
- 83 Psaumes (Psalmen), H.149 - H.232
- 53 Leçons des Ténèbres, Répons, H.91 - H.144 
  - Vêpres solennelles, H.540, H.190, H.50, H.149, H.52, H.150, H.51, H.161, H.191, H.65, H.77, re-forming Jean Claude Malgoire (1987)
  - Vêpres aux jésuites, H.536, H.204, H.361, H.203 - 203 a, H.225, H.32, H.208, H.35, H.160 - 160 a, H. 67, H.78, re-forming Catherine Cessac (1993)
  - Vêpres pour Saint Louis, H.33, H.197, H.375, H.220, H.34, H.221, H.376, H.203, H.35, H.214, H.323, H.76, H.292, re-forming Catherine Cessac (2003)

### Muziektheater

#### Opera's
| Voltooid in | titel                                                                     | aktes              | première                                         | libretto                                                                   |
| ----------- | ------------------------------------------------------------------------- | ------------------ | ------------------------------------------------ | -------------------------------------------------------------------------- |
| 1678        | Les Amours d'Acis et de Galatée (lost)                                    |                    | is verloren gegaan                               | La Fontaine                                                                |
| 1685        | Les Arts florissants, H.487                                               |                    | 1685-1686, Parijs                                | van de componist                                                           |
| 1686        | La Descente d'Orphée aux enfers, H.488                                    | 2 bedrijven        | onvoltooid                                       | onbekende librettist naar Ovidius                                          |
| 1687        | Celse Martyr (historische opera) (lost)                                   | is verloren gegaan | 10 februari 1687, Parijs, Collège Louis-le Grand | François Bretonneau, "pour servir d'intermède à la tragédie du Père Pallu" |
| 1688        | David et Jonathas, H.490 (Bijbelse opera)                                 | 5 bedrijven        | 28 februari 1688, Parijs, Collège Louis-le Grand | François Bretonneau                                                        |
| 1693        | Médée, H.491                                                              | 5 bedrijven        | 4 december 1693, Parijs, Grand Opéra Garnier     | Thomas Corneille                                                           |
| 1694        | Philomèle, (lost) (gedeeltelijk samen met Filips van Orléans (1640-1701)) | is verloren gegaan |                                                  |                                                                            |

#### Pastorales
| Voltooid in | titel | aktes    | première           | libretto         |
| ----------- | --- | -------- | ------------------ | ---------------- |
| 1676        | Petite Pastorale (= Jugement de Pan) H. 479                                                                                         |          | onvoltooid         |                  |
| 1680-1682   | Les Plaisirs de Versailles, H.480                                                                                                   |          |                    |                  |
| 1684        | Actéon, H. 481 | 6 scènes | 1685, Parijs       | van de componist |
| 1684        | Actéon changé en biche, H. 481a (Revisie van H.481)                                                                                 |          |                    | van de componist |
| 1684        | Sur la naissance de notre seigneur Jésus Christ, H.482                                                                              |          |                    |                  |
| 1684        | Pastorale sur la naissance de notre seigneur Jésus Christ, H.483                                                                    |          |                    |                  |
| 1685        | Seconde Partie du noël français qui commence par "Que nos soupirs", H.483a (verdere versie van het tweede deel van H.483)           |          |                    |                  |
| 1685        | Il faut rire et chanter: dispute de bergers, H.484                                                                                  |          |                    |                  |
| 1685        | La Fête de Rueil, H.485 |          |                    |                  |
| 1685        | La Couronne de fleurs, H.486 |          |                    |                  |
| 1686        | Seconde Partie du noël français qui commence par "Que nos soupirs, seigneur", H.483b (verdere versie van het tweede deel van H.483) |          |                    |                  |
| ?           | Amor vince ogni cosa "All'armi", H.492                                                                                              |          |                    |                  |
| ?           | Cupido perfido dentral mio cor, H.493                                                                                               |          |                    |                  |
| ?           | Le Retour du printemps (lost) |          | is verloren gegaan |                  |
| 1676        | Jugement de Pan (= Petite Pastorale H.479)                                                                                          |          | is verloren gegaan |                  |

#### Komedies-balletten van Molière
| Voltooid in | titel                                          | aktes                          | première     | libretto                                   |
| ----------- | ---------------------------------------------- | ------------------------------ | ------------ | ------------------------------------------ |
| 1672        | La Comtesse d'Escarbagnas, H.494i              |                                |              | Molière                                    |
| 1672        | Le Mariage forcé, H.494ii                      |                                |              | Molière                                    |
| 1672        | Les Facheux (lost)                             | is verloren gegaan             |              | Molière                                    |
| ?           | Le Médecin malgré lui (lost)                   | is verloren gegaan             |              | Molière                                    |
| 1673        | Le Malade imaginaire, H. 495, H.495 a, H.495 b | Proloog, intermezzo en komedie | 1673, Parijs | Molière                                    |
| 1679        | Sérénade pour Le Sicilien, H.497               |                                |              | Molière                                    |
| 1679        | Ouverture pour Le Dépit amoureux (lost)        | is verloren gegaan             |              | Molière                                    |
| 1684        | Psyché (lost)                                  | is verloren gegaan             |              | Molière Pierre Corneille Philippe Quinault |

#### Kamermuziek
- Antienne, H.526
- Antiennes pour les violons, flûtes et hautbois à 4 parties, H.532
- Après Confitebor, Antienne D la re sol bquarre, H.516
- Concert pour quatre parties de violes, H.545
- Messe pour plusieurs instruments au lieu des orgues, H.513
- Noëls pour les instruments, H.531
- Noëls sur les instruments, H.534
- Offerte pour l'orgue et pour les violons, flûtes et hautbois, H.514
- Ouverture pour le sacre d'un Evesque, pour les violons, flûtes et hautbois H.536
- Pour un reposoir, ouverture dez que la procession paroist, H.523
- Sonate, H.548
- Symphonie en g re sol bémol a 3 flûtes ou 3 violons, H.529